# Nataša Bekvalac
Nataša Bekvalac (in serbo Наташа Беквалац?; Novi Sad, 25 settembre 1980) è una cantante serba.

## Biografia
Nataša Bekvalac ha mostrato interesse per la musica fin da piccola, partecipando a programmi televisivi serbi a sfondo musicale fra cui Deca pevaju hitove nel 1989 e Muzički tobogan nel 1990. Il suo debutto nel panorama musicale serbo è avvenuto nel 2001 con la pubblicazione del suo album di debutto, Ne brini, che ha da subito riscontrato un grande successo nella sua madrepatria. Da allora la cantante ha continuato a pubblicare album e singoli regolarmente.

## Vita privata
Nataša è figlia di Dragoljub Bekvalac, allenatore di calcio e precedentemente giocatore. Sua sorella Kristina è una nota stilista in Serbia.
Il 27 luglio 2006 ha sposato il pallanuotista Danilo Ikodinović, con cui ha dato alla luce la figlia Hana il 17 marzo 2007. Il 2 febbraio 2011 la coppia ha annunciato il divorzio. Nataša si è risposata in segreto con Ljubomir Jovanović all'inizio del 2015.

## Discografia

### Album
- 2001 – Ne brini
- 2002 – Ništa lično
- 2004 – Stereo ljubav
- 2010 – Ne valjam
- 2016 – Original

### EP
- 2008 – Ljubav, vera, nada

### Raccolte
- 2005 – The Best Of (18 najboljih)
- 2009 – The Best of Nataša Bekvalac
- 2011 – Platinum Collection